# 鴻巢站

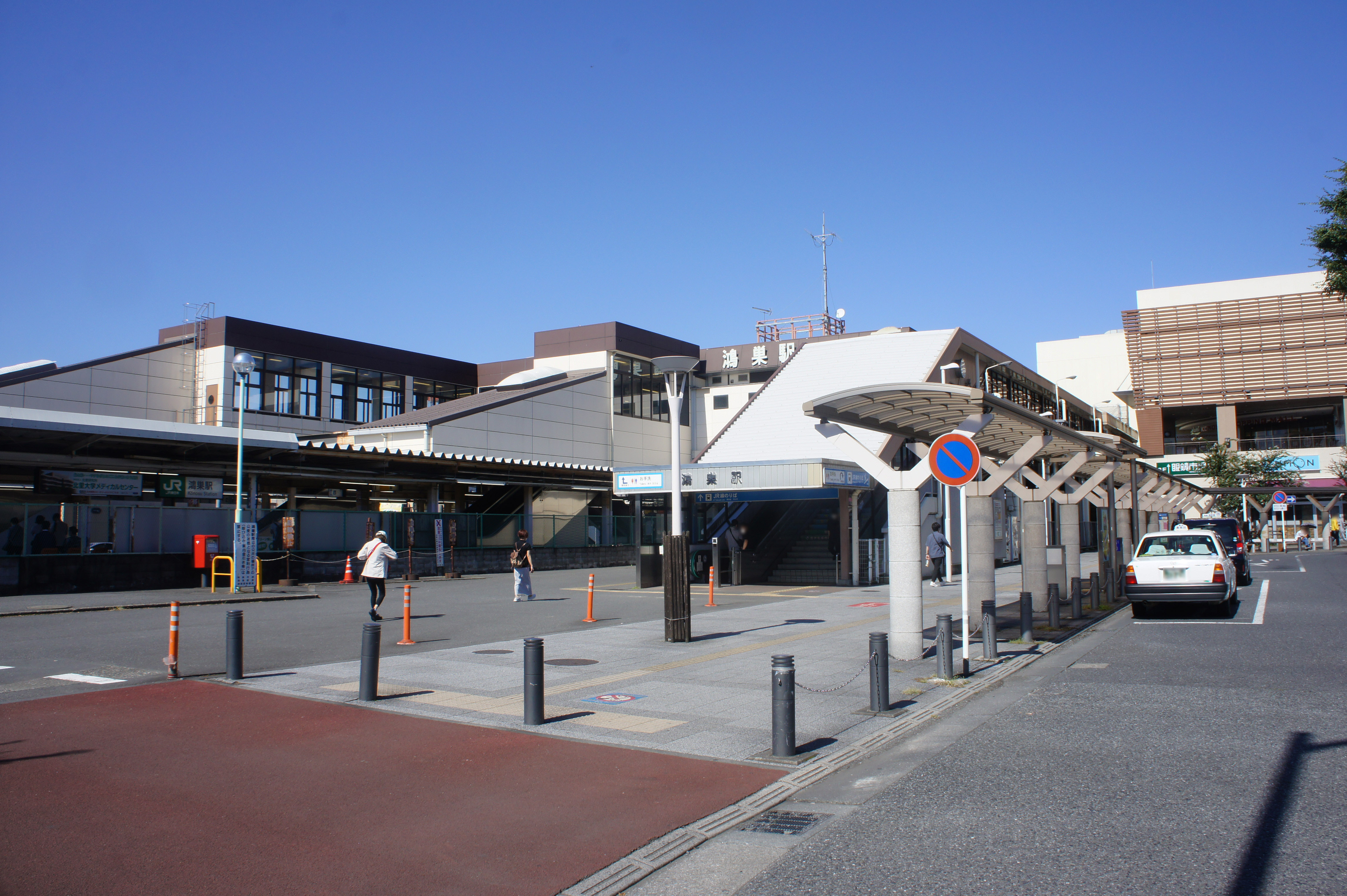
東口（2021年10月）

鴻巢站（日语：／ Kōnosu eki */?）是屬於東日本旅客鐵道（JR東日本）高崎線的鐵路車站，位於埼玉縣鴻巢市本町。

## 車站結構
本站是地面車站，站房採跨站式站房設計。站內設有綠色窗口、劃位車票自動售票機、自動閘機等設備。本站設有兩座月台。上行方向（往上野方向）為側式月台，下行方向（往高崎方向）則是擁有2線的島式月台。其中2號月台是待避線，供普通列車待避特急列車用。

### 月台配置

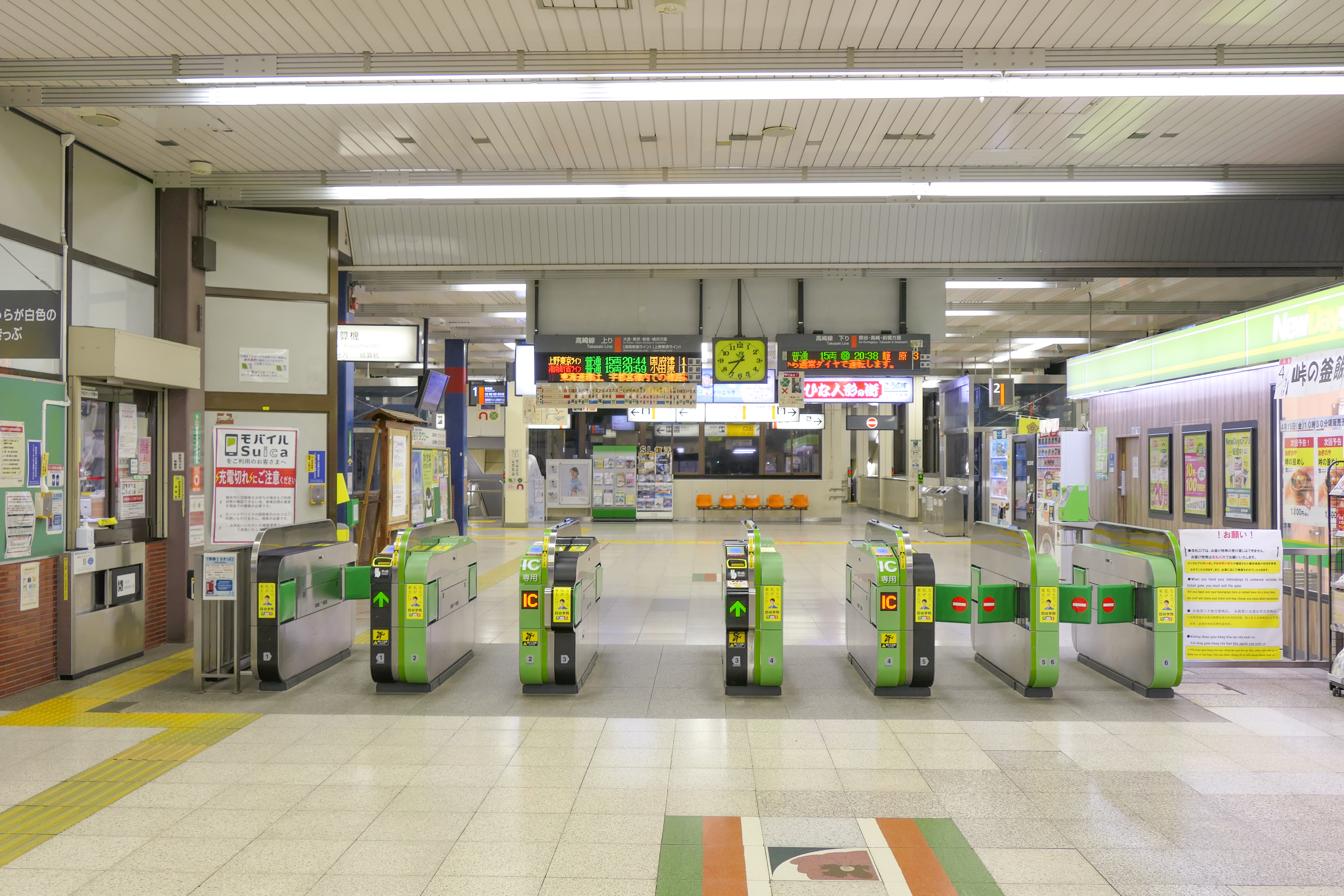
驗票閘口（2022年4月）
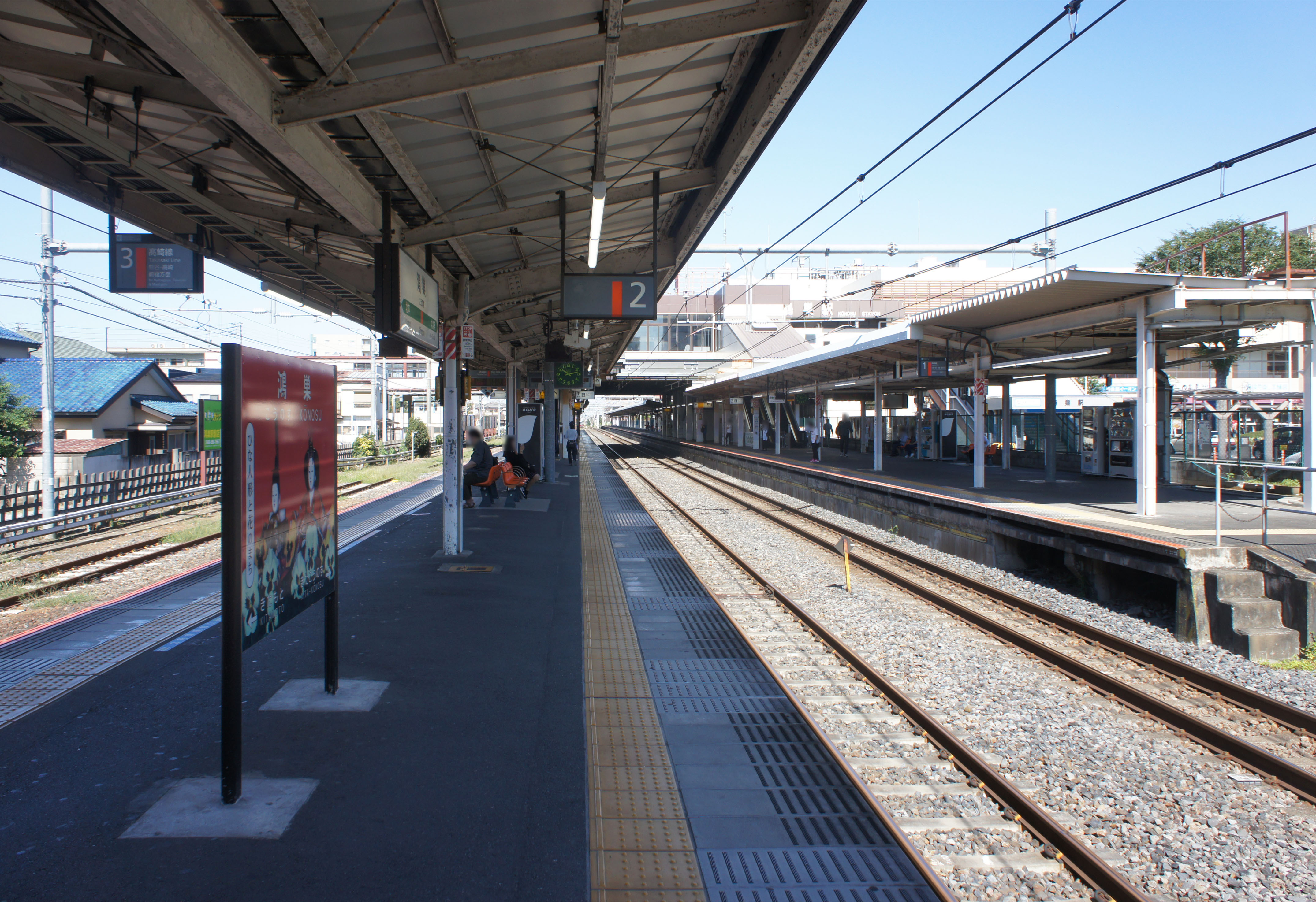
月台（2021年10月）

| 月台 | 路線    | 方向 | 目的地                                                      | 備註              |
| ---- | ------- | ---- | ----------------------------------------------------------- | ----------------- |
| 1、2 | ■高崎線 | 上行 | 大宮、東京、新宿、橫濱方向 （包括■湘南新宿線、■上野東京線） | 2號月台為待避列車 |
| 2、3 | ■高崎線 | 下行 | 熊谷、高崎、前橋方向                                        | 2號月台為待避列車 |

（來源：JR東日本:車站構內圖 （页面存档备份，存于））
站內店舖
- NEWDAYS
- 鴻巢市政府辦公室鴻巢站派出所
- View Plaza 鴻巢店

- 驗票閘口（2022年4月）
- 月台（2021年10月）

## 使用情況
2019年（令和元年）度1日平均上車人次為19,345人。此站是JR東日本高崎支社管內與高崎線內宮原站以北繼上尾站、高崎站、熊谷站、桶川站、宮原站排行第6位。此站除特急外全部列車停靠，也比快速Urban的通過站宮原站、通勤快速一部分停靠站的上尾站、桶川站少。
毎年秋天舉辦「燃燒吧！商工會青年部!!這個煙花大會」時，距離最近的此站都會非常擁擠。
根據JR東日本與埼玉縣統計年鑑，近年1日平均上車人次推移如下表。
| 年度               | 1日平均 上車人次 | 來源     |
| ------------------ | ---------------- | -------- |
| 1990年（平成02年） | 18,580           |          |
| 1991年（平成03年） | 19,459           |          |
| 1992年（平成04年） | 19,921           |          |
| 1993年（平成05年） | 20,180           |          |
| 1994年（平成06年） | 20,219           |          |
| 1995年（平成07年） | 20,042           |          |
| 1996年（平成08年） | 20,059           |          |
| 1997年（平成09年） | 19,505           |          |
| 1998年（平成10年） | 19,394           |          |
| 1999年（平成11年） | 19,341           | [ * 1 ]  |
| 2000年（平成12年） | 19,290           | [ * 2 ]  |
| 2001年（平成13年） | 19,101           | [ * 3 ]  |
| 2002年（平成14年） | 18,965           | [ * 4 ]  |
| 2003年（平成15年） | 18,958           | [ * 5 ]  |
| 2004年（平成16年） | 18,988           | [ * 6 ]  |
| 2005年（平成17年） | 19,055           | [ * 7 ]  |
| 2006年（平成18年） | 19,270           | [ * 8 ]  |
| 2007年（平成19年） | 19,782           | [ * 9 ]  |
| 2008年（平成20年） | 20,113           | [ * 10 ] |
| 2009年（平成21年） | 20,014           | [ * 11 ] |
| 2010年（平成22年） | 19.908           | [ * 12 ] |
| 2011年（平成23年） | 19,727           | [ * 13 ] |
| 2012年（平成24年） | 19,732           | [ * 14 ] |
| 2013年（平成25年） | 20,120           | [ * 15 ] |
| 2014年（平成26年） | 19,709           | [ * 16 ] |
| 2015年（平成27年） | 19,938           | [ * 17 ] |
| 2016年（平成28年） | 19,827           | [ * 18 ] |
| 2017年（平成29年） | 19,738           | [ * 19 ] |
| 2018年（平成30年） | 19,650           | [ * 20 ] |
| 2019年（令和元年） | 19,345           |          |

## 歷史
- 1883年（明治16年）7月28日－日本鐵道鴻巢站與高崎線一同開業。當時高崎線只有5個車站，分別是上野、浦和、上尾、熊谷和本站。
- 1906年（明治39年）11月1日－日本鐵道被國有化，成為日本國鐵車站。
- 1909年（明治42年）10月12日－日本國鐵重編路線，本站成為高崎線車站。
- 1979年（昭和54年）4月－國鐵計劃將站房重建成跨站式站房，但受到當地殘障人士團體「多邊形」以「需要走更多的樓梯」，影響殘障人士乘車為由反對。
- 1982年（昭和57年）6月－站房重建完成，但跨站式站房啟用時尚未有升降機或手扶電梯。
- 1987年（昭和62年）4月1日－國鐵分割民營化，本站由JR東日本接手管理。
- 2001年（平成13年）
  - 11月18日－智能卡系統Suica正式投入服務。
  - 12月1日－湘南新宿線開業，高崎線開始經新宿站與東海道線相互直通運行。
- 2006年（平成18年）8月7日－換裝新型自動閘機。
- 2007年（平成19年）
  - 3月26日－增設升降機，並更新洗手間的設備。
  - 10月22日－東口新站前迴旋處啟用。
  - 10月25日－東口重建計劃中的車站大樓第一期（A1大樓）落成啟用，大樓內的購物商場也同時開業（實際開業日是27日）。
- 2008年（平成20年）5月－第二期（A2大樓）落成啟用。

## 相鄰車站
東日本旅客鐵道
■高崎線
- 特急「赤城」部分停車站（平日只限晚上下行3班停車）

■特別快速
北本－鴻巢－熊谷
■快速「Urban」
桶川－鴻巢－熊谷
■普通
北本－鴻巢－北鴻巢

### 使用情況
1. ↑  埼玉県統計年鑑 （页面存档备份，存于） - 埼玉県
2. ↑  統計こうのす （页面存档备份，存于） - 鴻巣市

JR東日本2000年度以後上車人次
1. ↑  各駅の乗車人員（2000年度） （页面存档备份，存于） - JR東日本
2. ↑  各駅の乗車人員（2001年度） （页面存档备份，存于） - JR東日本
3. ↑  各駅の乗車人員（2002年度） （页面存档备份，存于） - JR東日本
4. ↑  各駅の乗車人員（2003年度） （页面存档备份，存于） - JR東日本
5. ↑  各駅の乗車人員（2004年度） （页面存档备份，存于） - JR東日本
6. ↑  各駅の乗車人員（2005年度） （页面存档备份，存于） - JR東日本
7. ↑  各駅の乗車人員（2006年度） （页面存档备份，存于） - JR東日本
8. ↑  各駅の乗車人員（2007年度） （页面存档备份，存于） - JR東日本
9. ↑  各駅の乗車人員（2008年度） （页面存档备份，存于） - JR東日本
10. ↑  各駅の乗車人員（2009年度） （页面存档备份，存于） - JR東日本
11. ↑  各駅の乗車人員（2010年度） （页面存档备份，存于） - JR東日本
12. ↑  各駅の乗車人員（2011年度） （页面存档备份，存于） - JR東日本
13. ↑  各駅の乗車人員（2012年度） （页面存档备份，存于） - JR東日本
14. ↑  各駅の乗車人員（2013年度） （页面存档备份，存于） - JR東日本
15. ↑  各駅の乗車人員（2014年度） （页面存档备份，存于） - JR東日本
16. ↑  各駅の乗車人員（2015年度） （页面存档备份，存于） - JR東日本
17. ↑  各駅の乗車人員（2016年度） （页面存档备份，存于） - JR東日本
18. ↑  各駅の乗車人員（2017年度） （页面存档备份，存于） - JR東日本
19. ↑  各駅の乗車人員（2018年度） （页面存档备份，存于） - JR東日本
20. ↑  各駅の乗車人員（2019年度） （页面存档备份，存于） - JR東日本

埼玉縣統計年鑑
1. ↑  .   [2020-05-16]. （原始内容存档于2020-02-02）.
2. ↑  .   [2020-05-16]. （原始内容存档于2020-02-02）.
3. ↑  .   [2020-05-16]. （原始内容存档于2020-02-02）.
4. ↑  .   [2020-05-16]. （原始内容存档于2020-02-02）.
5. ↑  .   [2020-05-16]. （原始内容存档于2020-02-02）.
6. ↑  .   [2020-05-16]. （原始内容存档于2020-02-02）.
7. ↑  .   [2020-05-16]. （原始内容存档于2020-02-02）.
8. ↑  .   [2020-05-16]. （原始内容存档于2020-02-02）.
9. ↑  .   [2020-05-16]. （原始内容存档于2020-02-02）.
10. ↑  .   [2020-05-16]. （原始内容存档于2020-02-02）.
11. ↑  .   [2020-05-16]. （原始内容存档于2020-02-02）.
12. ↑  .   [2020-05-16]. （原始内容存档于2020-02-02）.
13. ↑  .   [2020-05-16]. （原始内容存档于2020-02-02）.
14. ↑  .   [2020-05-16]. （原始内容存档于2020-02-02）.
15. ↑  .   [2020-05-16]. （原始内容存档于2020-02-02）.
16. ↑  .   [2020-05-16]. （原始内容存档于2020-02-02）.
17. ↑  .   [2020-05-16]. （原始内容存档于2020-02-02）.
18. ↑  .   [2020-05-16]. （原始内容存档于2020-02-02）.
19. ↑  .   [2020-05-16]. （原始内容存档于2020-02-02）.
20. ↑  .   [2020-05-16]. （原始内容存档于2020-03-18）.

## 外部連結
- 車站資訊（鴻巢）：東日本旅客鐵道

36°03′33″N 139°30′35″E / 36.05918°N 139.50969°E